# Callipallene tiberi
Callipallene tiberi is een zeespin uit de familie Callipallenidae. De soort behoort tot het geslacht Callipallene. Callipallene tiberi werd in 1881 voor het eerst wetenschappelijk beschreven door Dohrn. 